# Gościrad
Gościrad – staropolskie imię męskie złożone z członów Gości- (tryb rozkazujący "gość!" od gościć "być gdzieś gościem") i -rad ("być zadowolonym, chętnym, cieszyć się"). Znaczenie imienia: "gość rado!" = ten który (niech) chętnie gości w obcych stronach. 
Gościrad imieniny obchodzi 28 listopada
Zobacz też:
- Gościeradów-Kolonia
- Gościeradów Plebański
- Gościeradz — 3 miejscowości w Polsce